# Rasen (serie de televisión)
Rasen (らせん, Espiral) es una serie de televisión japonesa de 1999 producida por Fuji TV , secuela de Ring: The Final Chapter, está basada libremente en la novela Spiral de Kōji Suzuki. Consta de 13 episodios.

## Argumento
El profesor de secundaria Mitsuo Ando decide investigar el misterioso caso de seis empleados que han muerto simultáneamente en un edificio de oficinas, con un único superviviente: Misaki, exalumna de Ando, quien no recuerda lo que pasó ni por qué repentinamente ha quedado embarazada. 
Ando se une a otro exalumno, el científico forense Aihara, para investigar y pronto descubren un disco misterioso que aparentemente mató a los oficinistas y embarazó a Misaki, cuyo feto está creciendo a un ritmo anormal. 
Mai Kitano entra en escena para ayudar a Ando y Aihara, explicándoles la existencia del vídeo maldito y cómo es que fue creado por una mujer llamada Sadako Yamamura. Al parecer, ya que el vídeo maldito de Sadako no funcionó, ha comenzado a experimentar con herramientas digitales para cumplir su deseo de renacer.

## Reparto
- Gorō Kishitani como Mitsuo Andō.
- Akiko Yada como Mai Takano.
- Tae Kimura como Sadako Yamamura.
- Takami Yoshimoto como Natsumi Aihara
- Risa Junna como Miwako Andō.
- Seiichi Tanabe como Kyōsuke Ota.
- Takashi Naitō como Okada
- Yūka Nomura como Kumiko Nishijima

## Episodios
1. "Sadako's Revange: A Horror Greater Than The Ring" (La venganza de Sadako; Un horror más grande que El Aro).
2. "The Death Watch The Well" (La muerte observa el pozo).
3. "I Come To Kil Myself..." (Vengo para suicidarme...).
4. "A Dead Person is Resurrected to a Legendary Village" (Un muerto resucita de un pueblo legendario).
5. "The Devil Was In This Room" (El diablo estaba en este cuarto)
6. "Nobody Can Stop Me Any Longer" (Ya nadie me puede detener).
7. "The Man Who Made Sadako" (El hombre que formó a Sadako).
8. "The Child Who Died Twice..." (El niño que murió dos veces).
9. "The Ring of Hatred is Complete" (El Aro del odio está completo).
10. "The Prisoner is Murdered by a Prison Guard" (El prisionero es asesinado por un guardia de seguridad).
11. "The Fortuneteller is Murdered" (El adivino es asesinado).
12. "The World Will Fall to Ruins Tomorrow" (El mundo caerá en ruinas mañana).
13. "The Inmortal" (El Inmortal).